# Maria Henrietta Austriaczka
Maria Henrietta Anna Austriaczka (ur. 23 sierpnia 1836 w Budapeszcie, zm. 19 września 1902 w Spa) – arcyksiężniczka austriacka, księżniczka Węgier, królowa Belgów.

## Życiorys

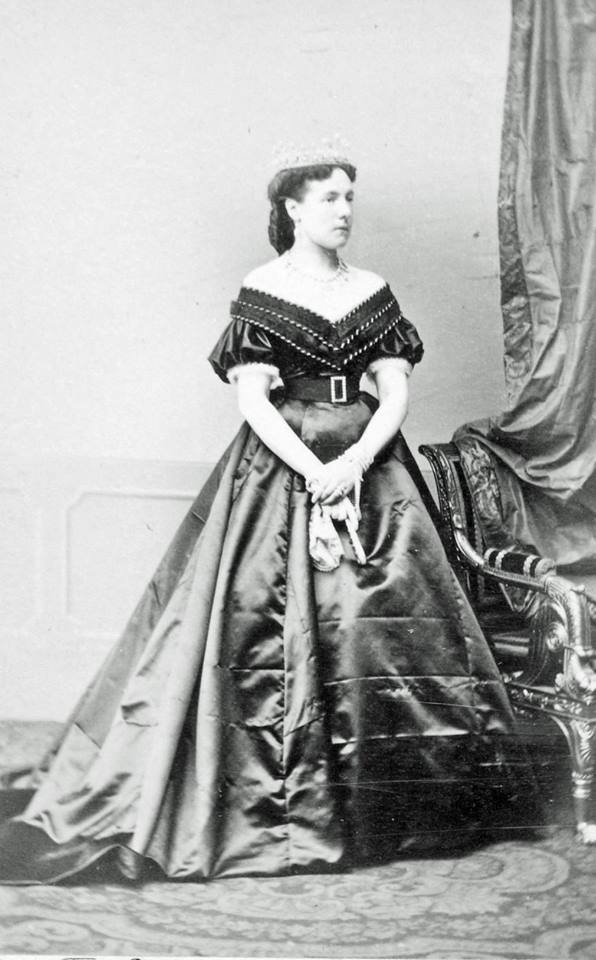
Maria Henrietta, Królowa Belgów, 1867

Była córką palatyna Węgier – Józefa Habsburga (syna cesarza Leopolda II) i księżniczki Marii Doroty. Jej kuzynem był cesarz Franciszek Józef I. Mając 17 lat, 22 sierpnia 1853 poślubiła następcę tronu Belgii – księcia Brabancji, Leopolda II Koburga.
Maria Henrietta dorastała wraz z rodzeństwem na Węgrzech. Wielką pasją arcyksiężniczki były konie, była bardzo wysportowana. Interesowała się muzyką i malarstwem, skomponowała nawet operę Wanda.
Na królową Belgów została koronowana 10 grudnia 1865. Związek Marii Henrietty i Leopolda okazał się bardzo nieudany, mimo narodzin kolejnych dzieci:
- Luizy Marii (ur. 1858)
- Leopolda Ferdynanda (ur. 1859)
- Stefanii Klotyldy (ur. 1864), żony arcyksięcia Rudolfa Habsburga
- Klementyny Albertyny (ur. 1872)

Maria Henrietta była bardzo surowa dla swoich dzieci. Wierzyła, że dzięki takiemu wychowaniu lepiej poradzą sobie w dorosłym życiu.